# NGC 6497
NGC 6497 је спирална галаксија у сазвежђу Змај која се налази на NGC листи објеката дубоког неба.
Деклинација објекта је + 59° 28' 16" а ректасцензија 17h 51m 17,8s. Привидна величина (магнитуда) објекта NGC 6497 износи 13,4 а фотографска магнитуда 14,2. NGC 6497 је још познат и под ознакама NGC 6498, UGC 11020, MCG 10-25-109, CGCG 300-87, IRAS 17506+5929, PGC 60999.